# Макарьевка (Топчихинский район)
Макарьевка — село в Топчихинском районе Алтайского края. Административный центр Макарьевского сельсовета.

## География
Расположено в верховьях реки Топчиха в 7-8 км к северо-западу от села Топчиха и в 70 км к юго-западу от Барнаула.
Через село проходит автодорога Топчиха — Павловск, на запад отходит дорога к Лаврентьевке. Ближайшая ж.-д. станция находится в Топчихе (на линии Барнаул — Семей).

## История
Основано в 1916 г. В 1928 году состояло из 109 хозяйств, основное население — русские. В административном отношении являлось центром Макарьевского сельсовета Чистюньского района Барнаульского округа Сибирского края.

## Население
| 1926 | 1997 | 1998 | 1999 | 2000 | 2001 |
| ---- | ---- | ---- | ---- | ---- | ---- |
| 597  | ↗610 | →610 | ↘608 | ↘592 | ↘573 |
| 2002 | 2003 | 2004 | 2005 | 2006 | 2007 |
| ↘551 | ↗557 | ↗560 | ↘548 | ↘546 | ↘522 |
| 2008 | 2009 | 2010 | 2011 | 2012 | 2013 |
| ↗525 | ↗531 | ↘504 | ↘503 | ↘478 | ↗482 |

Национальный состав
Согласно результатам переписи 2002 года, в национальной структуре населения русские составляли 96 %.